# Гулльский инцидент

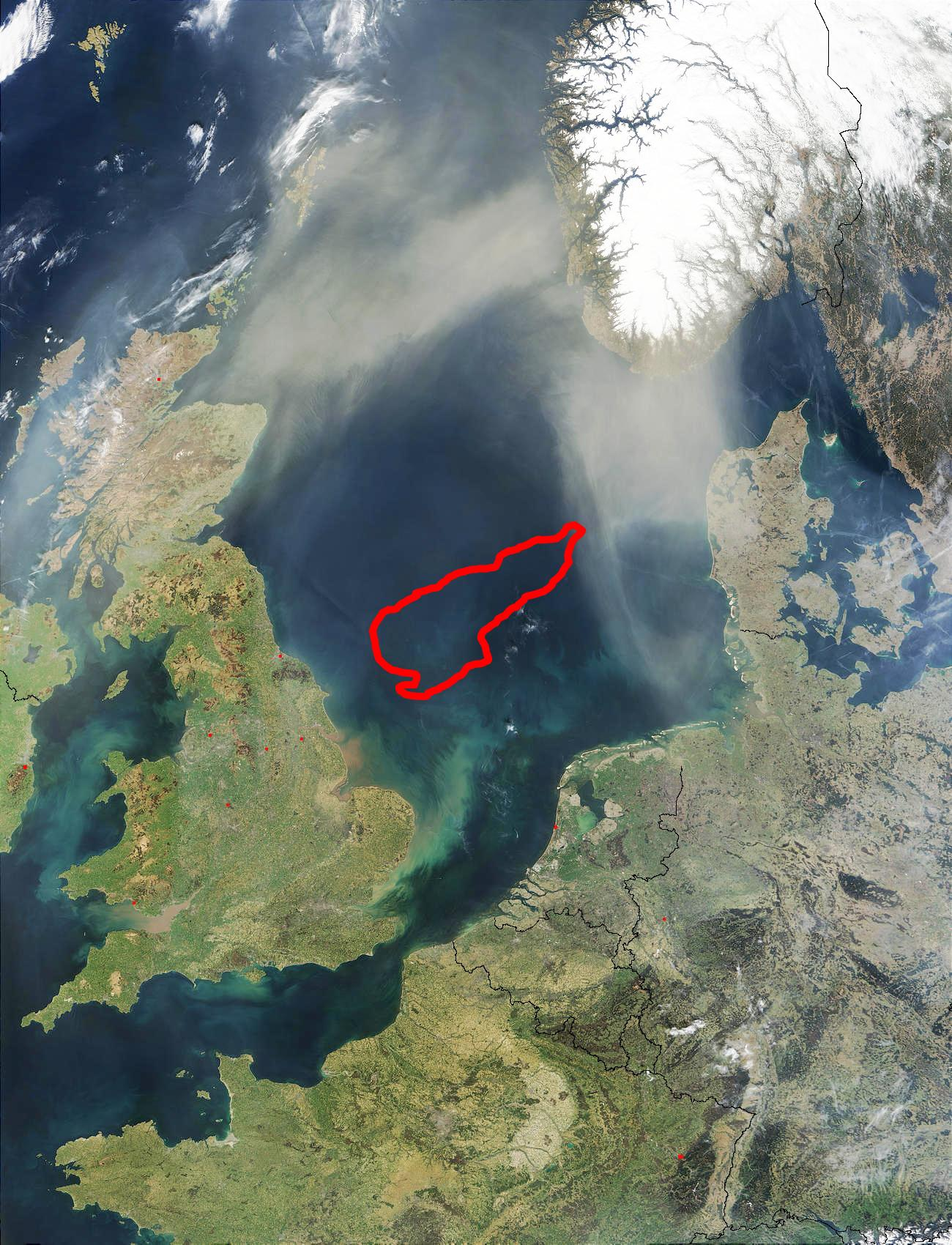
Местоположение Доггер-банки в Северном море

Гулльский инцидент (происшествие в Северном море англ. Dogger Bank incident или англ. The Russian Outrage) — обстрел российской Второй Тихоокеанской эскадрой британских рыболовецких судов в ночь на 22 октября 1904 года в районе Доггер-банки (Северное море), недалеко от английского города Халл (Гулль). Инцидент поставил обе империи на грань войны.

## Предыстория
Вторая Тихоокеанская эскадра под командованием вице-адмирала Зиновия Петровича Рожественского была сформирована из кораблей Балтийского флота и направлялась на Дальний Восток для участия в русско-японской войне и деблокирования осаждённого в Порт-Артуре флота. Переход осуществлялся в условиях повышенной боевой готовности. Имелись разведдонесения о возможности атаки кораблей эскадры японскими диверсионными силами. Великобритания, не вступая в войну, поддерживала Японию, что усугубляло опасения командования эскадры на переходе мимо английских берегов. Миноносцы, входившие в состав эскадры, получили следующие приказания:
 — «на походе ночью не позволять никакому судну пересекать путь эскадры и приближаться к ней на расстояние менее 4 кабельтовых»;
 — «выстрелом под нос остановить приближающееся судно, указать ему курс выхода из запретной зоны или ожидать, пока эскадра не пройдёт»;
 — «в случае невыполнения судном требований, применять по нему все виды оружия»;
 — «суда, не мешающие эскадре, освещать прожектором».
Важным новшеством в распоряжении Рожественского было то, что приказ открыть стрельбу мог дать и вахтенный начальник, если хорошо освещённый миноносец или неприятельский корабль вообще находится на расстоянии не большем 10 кабельтовых в то время, когда личный состав не успел ещё занять своих мест по боевому расписанию.

## Происшествие
20 октября отряд крейсеров контр-адмирала О. А. Энквиста вошёл в густой туман, из соображений безопасности заставивший уменьшить скорость до 6 узлов. Кроме этого, на транспорте «Камчатка» случилось повреждение в механизмах, вынудившее судно идти под одной машиной 5-узловой скоростью, вследствие чего транспорт сильно отстал от крейсеров «Дмитрий Донской» (флаг начальника отряда) и «Аврора».

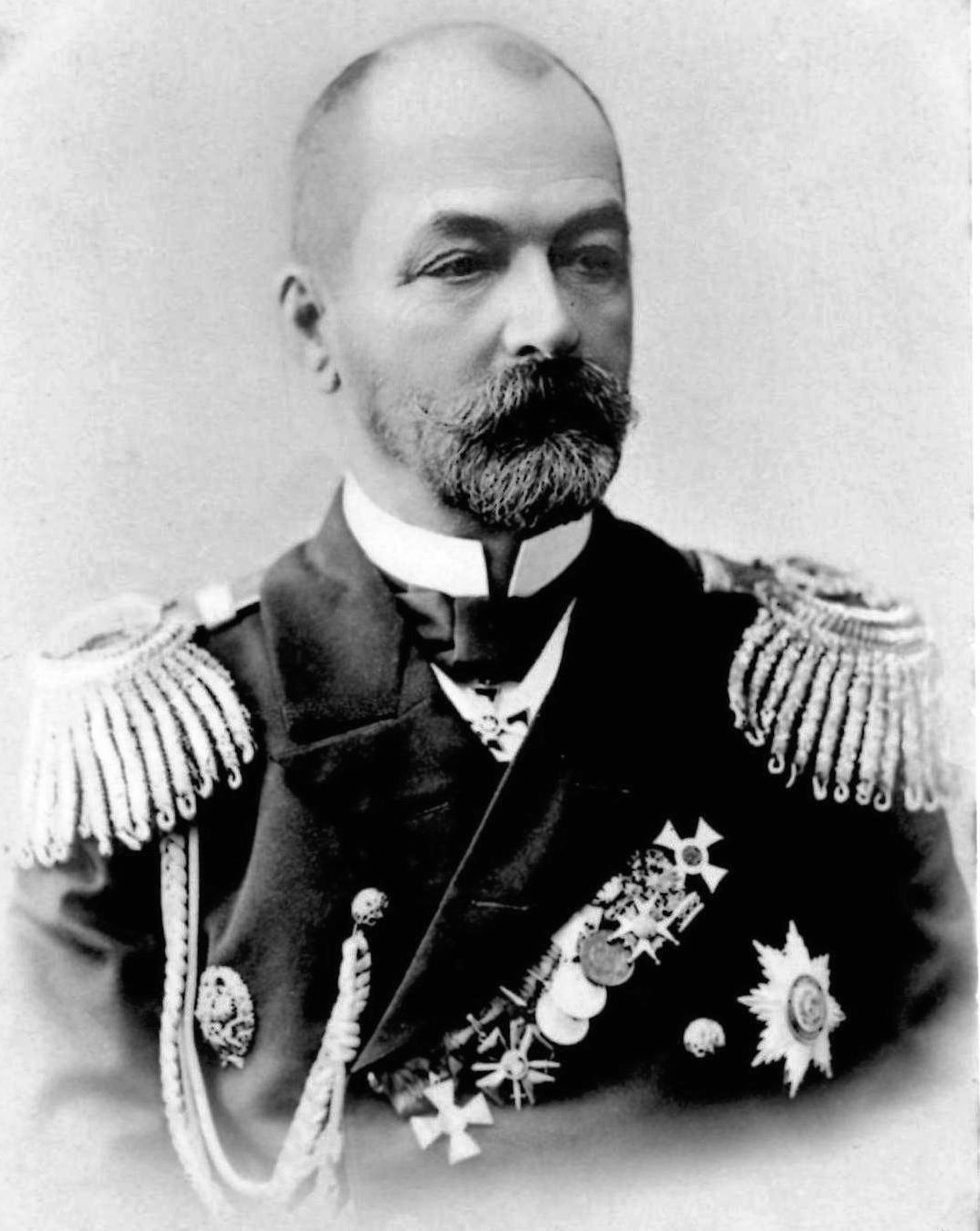
Вице-адмирал Зиновий Петрович Рожественский

К вечеру следующих суток крейсера оказались на левом траверзе кораблей отряда вице-адмирала Рожественского, шедших в строю кильватера курсом зюйд-вест скоростью 7 узлов. Колонну броненосцев (флагманский «Князь Суворов», «Император Александр III», «Бородино» и «Орёл») замыкал транспорт «Анадырь» Около 20:00 часов вечера с транспорта «Камчатка» стали поступать запросы по радио с требованиями указать местоположение эскадры. Вице-адмирал Рожественский, уже предупреждённый русским посольством в Копенгагене о подозрительных миноносцах, находящихся в Северном море, приказал «Камчатке» держаться Доггер-банки и отправил все свои миноносцы во французский порт Брест. Сразу после этого была передана радиограмма с «Камчатки»: «Атакована неизвестными миноносцами… веду огонь!»
«Камчатка» двигалась к этому времени далеко позади своего отряда и оказалась в окружении четырёх миноносцев. На запрос дать позывные они дали точные позывные русской эскадры вчерашнего дня[прояснить]. Около полуночи транспорт открыл огонь по неизвестным целям. Стрельба велась около 30 мин. с перерывами. Всего с «Камчатки» было выпущено 300 штук 47-мм снарядов. В 00 час. 45 мин. донесение «Камчатки» об атаке «со всех сторон миноносцами» приняли на броненосце «Князь Суворов». Согласно расчётам вице-адмирала Рожественского, «нападающие миноносцы, о присутствии которых ему было справедливо или несправедливо сообщено, должны были находиться милях в 50 позади командуемого им отряда и, стало быть, могли его настигнуть около часа пополуночи»[прояснить].
Около полуночи по отряду броненосцев был передан сигнал: «Удвоить бдительность и ожидать атаки миноносцев».
Броненосный отряд к 00 час. 55 мин. ночи вышел почти на самое ядро рыболовецкой флотилии. Британские свидетели позже показали, что «все эти суда несли обязательные огни и крейсировали сообразно обыкновенным правилам, под руководством главного начальника рыбаков, который передавал свои указания условными ракетами».
Как бы то ни было, офицеры на ходовом мостике «Князя Суворова» заметили по правому борту на расстоянии 18—20 кабельтовых подозрительное судно. На нём они не видели огней и оно направилось прямо на броненосец. Когда подозрительное судно было освещено прожектором, наблюдавшим показалось, что они заметили миноносец, шедший на «Суворов» полным ходом. На основании этих наблюдений адмирал Рожественский приказал открыть огонь.
Внезапно прямо по курсу «Князя Суворова» появилось судно, опознанное как рыбачье. Условным сигналом о прекращении стрельбы — направление луча прожектора вверх под углом 45° — и оповещением по отряду «не стрелять в рыбаков» адмирал пытался предотвратить расстрел случайного судна.
Но в этот момент с «Суворова» заметили, уже по левому борту, другое подозрительное судно. Огонь был тотчас же открыт по этой второй цели. Таким образом, стрельба велась орудиями обоих бортов. Остальные корабли отряда поддержали флагмана огнём.
На значительном удалении от первого отряда, в пределах видимости световых сигналов, как раз проходил эшелон адмирала Фелькерзама (2-й броненосный отряд). Заметив начавшиеся там интенсивные переговоры по световому телеграфу, многие в отряде приняли его за приближающуюся неприятельскую эскадру.
В это время крейсера «Дмитрий Донской» и «Аврора», находившиеся слева на расстоянии 15—20 кабельтовых, также открыли боевое освещение и начали стрелять в том же направлении, что и броненосцы. Их внезапное появление из темноты в непосредственной близости от броненосцев привело к тому, что их также первоначально приняли за вражеские корабли и открыли по ним кратковременный огонь из орудий, в том числе главного калибра.
Стрельбу броненосный отряд вёл в течение 10—20 мин.
Результаты инцидента: 2 рыбака убито, 6 ранено, одно судно пошло ко дну, 5 получили повреждения различной степени тяжести. В крейсер «Аврора» попало 5 снарядов, выпущенных русскими кораблями, которыми был смертельно ранен судовой иеромонах Анастасий Рукин (оторвало руку, в октябре 1904 года умер в госпитале Танжера) и легко — комендор. На корабле пробиты передняя дымовая труба, машинный кожух и надводный борт в трёх местах. На броненосце «Орёл» разорвало во время выстрела дульную часть 75-мм орудия. Кораблями сделано 500 выстрелов из орудий и 1800 из пулемётов.

## Последствия

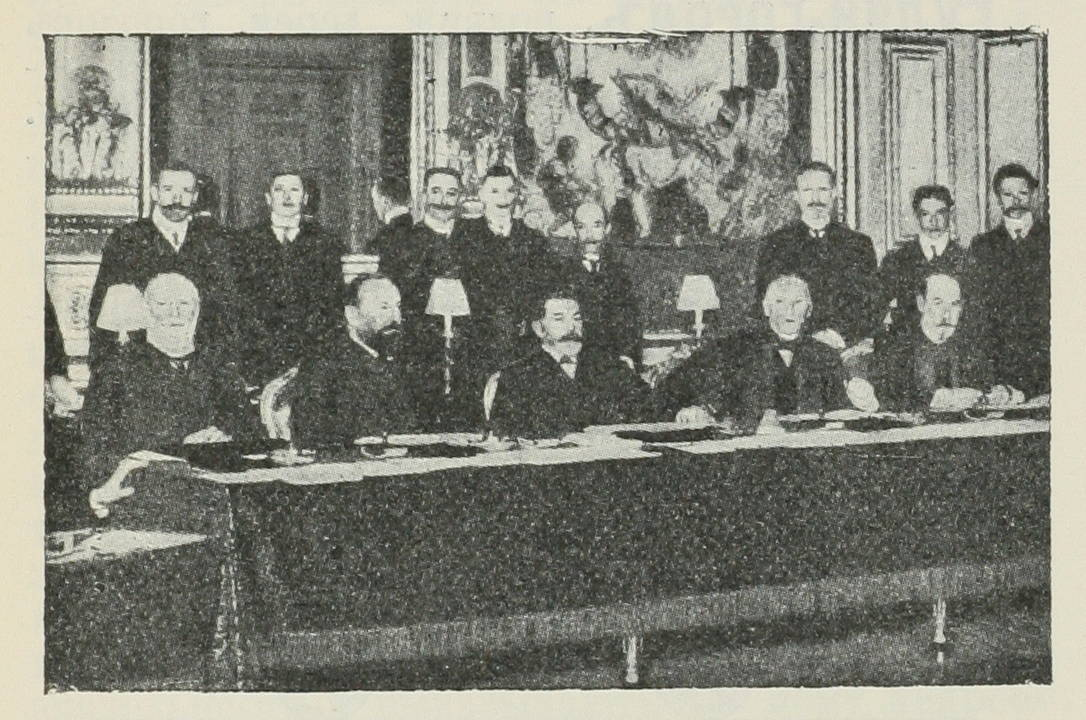
Комиссия по Гулльскому инциденту

Инцидент привёл отношения России и Великобритании к самой низкой точке со времён русско-турецкой войны 1877—1878 гг. и конфликта на Кушке в 1885 г. Возмущённая британская пресса назвала эскадру «флотом сумасшедших» («this fleet of lunatics») и «пиратами» и выступила с очень резкими антироссийскими заявлениями, в частности выдвигались требования немедленного возврата Второй тихоокеанской эскадры обратно в Кронштадт и предания адмирала Рожественского суду военного трибунала. Адмирала Рожественского критиковали за оставление шлюпок с британскими рыбаками. Утренний выпуск газеты The Times вышел с особенно резкой статьёй редактора:

Почти немыслимо, чтобы любые люди, называющие себя моряками, какими бы испуганными они не были, могли обстреливать двадцать минут флот из рыбачьих лодок не разобравшись, что они обстреливают.
Оригинальный текст (англ.)
It is almost inconceivable that any men calling themselves seamen, however frightened they might be, could spend twenty minutes bombarding a fleet of fishing boats without discovering the nature of their target.
— 
Командование Королевского флота приготовилось к войне. 28 броненосцев Флота метрополии получили приказ поднять пары и изготовиться к бою. Британские крейсерские эскадры наблюдали за русской эскадрой, пересекавшей Бискайский залив вдоль португальского побережья. Оказавшись под давлением дипломатов российское правительство согласилось расследовать инцидент. Рожественский получил приказ зайти в испанский порт Виго, где он оставил офицеров, которых сочли ответственными (по крайней мере один офицер был критически важен для него).

### Расследование
По настоянию Великобритании для расследования обстоятельств происшествия была создана международная следственная комиссия, состоявшая из пяти адмиралов различных национальностей, «комиссаров». Это первый в истории опыт создания международной следственной комиссии для расследования военного инцидента.
Основные выводы комиссии были не в пользу России:
 — «большинство комиссаров… полагает, что ни среди рыбаков, ни вообще в этих местах не было никакого миноносца; в виду этого открытие адмиралом Рожественским огня не оправдывалось»;
 — «продолжительность огня с правого борта… казалась большинству комиссаров большей, чем это было необходимо»;
 — «большинство комиссаров сожалеют, что адмирал Рожественский при проходе через Па-де-Кале не озаботился известить власти соседних морских держав о том, что он был вынужден стрелять в рыбачьи суда неизвестной национальности и что последние нуждаются в помощи».

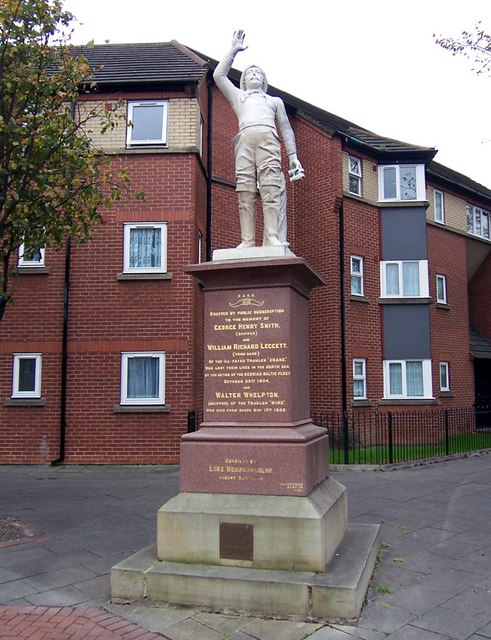
Памятник погибшим рыбакам

Тем не менее итоговый отчёт комиссии также гласил, что «суждения, сформулированные в сем рапорте, не бросают никакой тени на военные способности или на чувства человечности адмирала Рожественского и личного состава его эскадры». Эта фраза была включена в отчёт по настоянию российского представителя, угрожавшего в противном случае отказаться от подписания отчёта, что по согласованным всеми сторонами правилам проведения расследования могло бы поставить под сомнение легитимность последнего. Консенсусом западного общественного мнения, однако, явилось то, что Рожественский был признан комиссией «виновным со смягчающими обстоятельствами».
Гулльские рыбаки запросили в качестве компенсации сумму в 110 тысяч фунтов стерлингов. Британское торговое ведомство уменьшило её до 65 тысяч. Эта сумма и была выплачена Россией.

### Научная
- Гулльский инцидент и гулльская международная следственная комиссия // Энциклопедический словарь Брокгауза и Ефрона : в 86 т. (82 т. и 4 доп.). — СПб., 1890—1907.
- Кокцинский И. М. Морские бои и сражения русско-японской войны или Причина поражения: кризис управления. Монграфия.. — М.: Фонд Андрея Первозванного, 2002. — 435 с. — ISBN 5-85608-237-0.
- Сергеев Е. Ю. Большая игра, 1856—1907: мифы и реалии российско-британских отношений в Центральной и Восточной Азии. — М.: Товарищество научных изданий КМК, 2012. — 454 с., 8 вкл. — ISBN 978-5-87317-784-4.
- Connaughton, Richard Michael. The War of the Rising Sun and Tumbling Bear. — New York City : Routledge, 1988. — ISBN 978-0-415-07143-7.
- Walter Wood. Chapter XXII. The Russian Outrage // North Sea fishers and fighters. — London: Regan Paul, Trench, Trubner & co., ltd., 1911. — P. 275-286. — 366 p.

### Художественная
- Семёнов В. И. Расплата. (Роман) - С-Пб: Типографiя Т-ва М.О. Вольфъ - 1907 год.
- Пикуль В. С. Проклятая Доггер-банка // Каторга. Богатство : [романы]. — М.: Вече : АСТ, 2008. — 623 с. — 2500 экз. — ISBN 978-5-9533-3181-4
- Новиков-Прибой А.С., "Цусима".